# Чжан Юнчжень
Чжан Юнчжень (спрощ.: 张永振; кит. трад.: 張永振; піньїнь: Zhāng Yǒngzhèn), відомий також як Юн-Чжень Чжан (англ. Yong-Zhen Zhang) — китайський вірусолог, відомий дослідженнями, пов'язаними з пандемією коронавірусної хвороби. Він є професором Фуданського університету, виявив низку РНК-вірусів, та створив мережу лабораторій, призначених для моніторингу нових вірусів. Чжан очолював команду, яка на початку січня 2020 року секвенувала та опублікувала геном SARS-CoV-2, вірусу, який спричинює COVID-19.
Як писав Time, Чжан був «рятівною силою» від пандемії COVID-19. Успіх команди Чжана у відкритті та публікації геному вірусу дозволив вченим швидко розробити тести на COVID-19, боротися з пандемією та розпочати розробку вакцин проти COVID-19. У той час урядове розпорядження забороняло лабораторіям публікувати інформацію про вірус. Наступного дня після оприлюднення генома лабораторія Чжана в Шанхайському клінічному центрі громадського здоров'я була закрита після візиту чиновників, які видали наказ про «виправлення». В інтерв'ю «Nature» Чжан сказав, що не знав про заборону на публікацію геному. Він сказав, що закриття лабораторії відбулося через те, що чиновники наказали лабораторії оновити свої протоколи біобезпеки, оскільки обладнання було переміщено під час будівельних робіт, і заперечував повідомлення про те, що закриття було покаранням за публікацію геному. Він сказав, що співробітники його лабораторії все ще працюють над грипом, і змогли відновити роботу над коронавірусом до кінця січня.
Чжан був названий одним із 10 видатних осіб журналом «Nature»: «десять людей, які допомогли сформувати науку у 2020 році», і став лауреатом премії ICG-15 «GigaScience» 2020 за видатний обмін даними під час пандемії COVID-19. Разом з Едвардом Голмсом він був нагороджений премією «General Symbiont 2021» як взірець практики обміну даними на «Research Parasite Awards». Він також був визнаний одним із 100 найвпливовіших людей 2020 року за версією Time, і найкращим азіатом року за версією «Straits Times» 2020 року.

## Освіта
Чжан Юнчжень навчався в Південно-Китайському сільськогосподарському університеті, Південному медичному університеті та Куньмінському інституті зоології.

## Кар'єра
Чжан є професором Фуданського університету в Шанхаї, і працює в Китайському центрі контролю та профілактики захворювань. Його дослідження включають секвенування РНК, і разом із співробітником Едвардом Холмсом з Сіднейського університету він відкрив численні РНК-віруси. Чжан створив мережу лабораторій, присвячених моніторингу нових вірусів.
Його лабораторія рівня біобезпеки 3 є частиною Шанхайського клінічного центру охорони здоров'я.
У 2019 році Чжан отримав попередній дозвіл на фінансування від міністерства науки і технологій Китаю для проведення національного дослідження та бази даних патогенних вірусів, хоча станом на 2020 рік проект був відкладений через бюрократичну тяганину.

### Пандемія COVID-19
3 січня 2020 року команда Чжана отримала пробірку зі зразками від початкового спалаху пневмонії в Ухані, спричиненої тим, що з часом буде відомо як COVID-19. Чжан і його команда змогли секвенувати геном вірусу до 2 години ночі 5 січня. Того дня Чжан завантажив геном до Національного центру біотехнологічної інформації Сполучених Штатів Америки, і повідомив про це муніципальне управління охорони здоров'я Шанхая. Чжан також зв'язався з центральною лікарнею Уханя та міністерством охорони здоров'я Китаю, стверджуючи, що вірус схожий на SARS і поширюється повітряно-крапельним шляхом. Він порадив «вжити екстрених громадських заходів для захисту від цієї хвороби» та розробити противірусні методи лікування.
11 січня Едвард Голмс зв'язався з Чжаном, щоб отримати дозвіл на публікацію геному вірусу. Чжан дав дозвіл, і того дня Голмс опублікував геном на virological.org. Китайський уряд заборонив лабораторіям публікувати інформацію про новий коронавірус, хоча Чжан пізніше сказав, що не знав про цю заборону. Наступного дня комісія охорони здоров'я Шанхая наказала тимчасово закрити лабораторію Чжана для «виправлення». В інтерв'ю, опублікованому журналом «Nature» у грудні 2020 року, Чжан сказав, що чиновники видали наказ оновити протоколи біобезпеки. 24 січня лабораторія була акредитована для дослідження нового коронавірусу. За словами Фана Ву, ще одного дослідника, який займався секвенуванням SARS-CoV-2, протягом наступних 3х місяців лабораторія протестувала понад 30 тисяч зразків вірусу.
3 лютого 2020 року відкриття команди Чжана було опубліковано в журналі «Nature».
Щодо першої реакції на спалах COVID-19 Чжан пізніше сказав: «Нас ніхто не слухав, і це справді трагічно».